# Porta Nigra
Porta Nigra (Černá brána) je městská brána v německém Trevíru, zbudovaná Římany na konci 2. století. Patří k nejlépe zachovaným římským stavbám v zaalpské Evropě a je součástí komplexu trevírských památek, který byl roku 1986 zapsán na seznam Světové dědictví.

## Historie

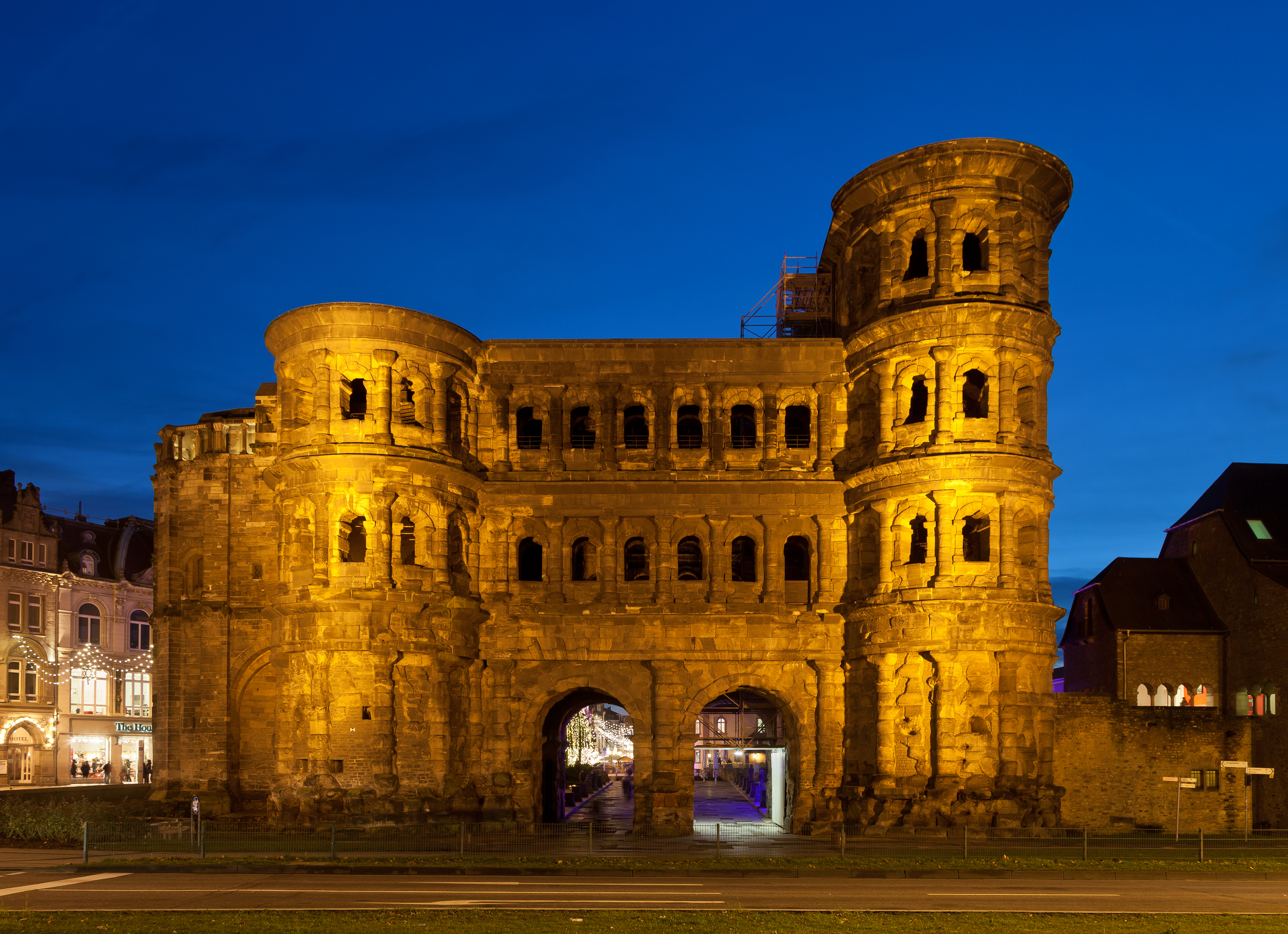
Porta Nigra od severu při večerním osvětlení

Porta Nigra byla jednou ze čtyř bran v hradbách starověkého města Augusta Treverorum, vedla na severní stranu a jako jediná se zachovala. Byla zbudována ze světlého pískovce, který časem působením povětrnostních podmínek zčernal a dal bráně současný název. Kamenné bloky byly spojovány kovovými tyčemi bez použití malty. Stavba je 29 metrů vysoká, západní věž má čtyři podlaží, východní pouze tři. Z každé strany vedou dva průjezdy na obdélníkový dvůr.

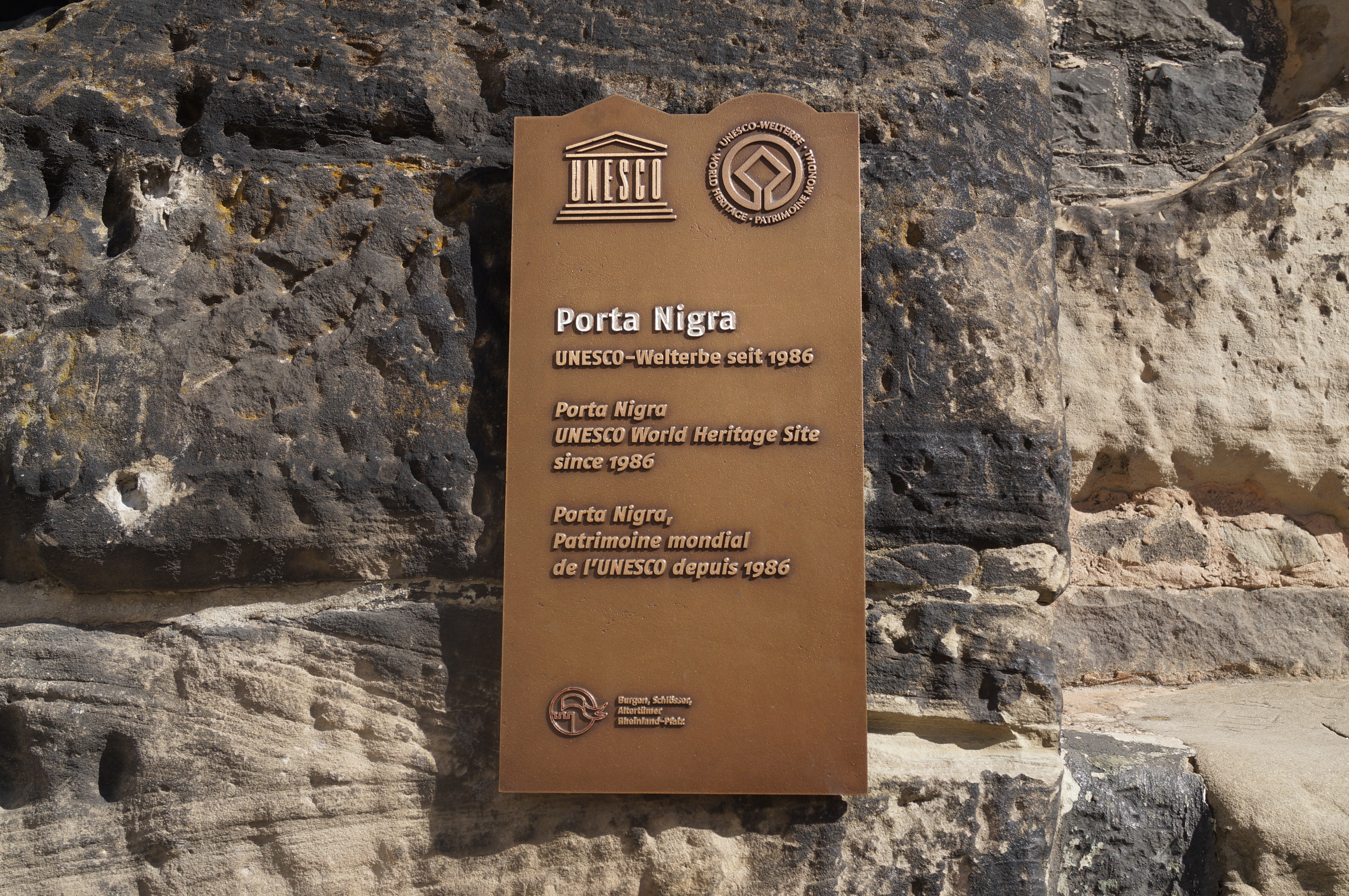
Porta Nigra: informační štítek UNESCO

Po pádu Římské říše brána chátrala a místní obyvatelé z ní brali stavební materiál. Před zničením ji zachránilo to, že v ní sídlil poustevník Simeon Trevírský a po jeho smrti roku 1035 byl objekt přestavěn na kostel s klášterem. Když roku 1802 obsadil Trevír Napoleon Bonaparte, kostel zrušil a nařídil bránu uvést zpátky do podoby z římských dob. Střecha brány slouží jako vyhlídková plošina, vozy již bránou neprojíždějí, protože silnice vede okolo ní.